# واين أتوود
واين أتوود (بالإنجليزية: Wayne Atwood)‏ هو لاعب دارت بريطاني، ولد في 24 يوليو 1964 في ويلز في المملكة المتحدة.

## وصلات خارجية
- واين أتوود على موقع DartsDatabase.co.uk (الإنجليزية)